# 교육학 박사
교육학 박사(敎育學 博士)는 대학원 관련 학위이다. 이 학위로써 대학 예하 교육학 교수직원 직위를 지내는 것이 대표적이다.